# 어린이도서관문화재단
도서문화재단씨앗은 어린이들의 꿈과 희망을 키울 수 있는 기회와 환경을 제공하기 위하여 어린이도서관을 설립․운영하고 어린이 제반 문화사업을 기획 추진 지원하기 위하여 2007년 7월 10일 설립된 문화체육관광부 소관의 재단법인이다. 사무실은 성남시 분당구 정자동에 있다.

## 주요 사업
- 독서문화 계발과 어린이의 문화적소양계발을 위한 무료개방도서관(작은도서관, 이동도서관 포함)의 설립 및 운영
- 어린이 독서문화 함양을 위한 도서관 서비스 연구, 관련자료 발간․배포 등